# Walton (Kumbria)
Walton – wieś i civil parish w Anglii, w Kumbrii, w dystrykcie (unitary authority) Cumberland. Leży 16 km na północny wschód od miasta Carlisle i 423 km na północny zachód od Londynu. W 2011 roku civil parish liczyła 277 mieszkańców.